# Ulica Elbląska w Gdańsku
Ulica Elbląska w Gdańsku (do 1945 niem. Kneipab) – trasa wylotowa prowadząca z centrum Gdańska w kierunku Elbląga oraz Warszawy, przed wybudowaniem południowej obwodnicy Gdańska była częścią drogi krajowej nr 7 (E28) E77, do 1985 roku stanowiła część drogi państwowej nr 10 oraz drogi międzynarodowej E81.
Na większości trasy droga jest o przekroju dwujezdniowym po dwa pasy ruchu w każdym kierunku.

## Przebieg
Ulica Elbląska przebiega przez następujące dzielnice i osiedla Gdańska:
- Śródmieście
  - Rudno
- Rudniki
  - Sienna Grobla II
  - Błonia
  - Płonia Mała

Komunikacyjnie, od strony centrum miasta ulica Elbląska jest przedłużeniem ciągu ulicy Podwale Przedmiejskie. Przed 1989 ulica Elbląska rozpoczynała się obecnymi Długimi Ogrodami, jednak po transformacji ustrojowej postanowiono przywrócić historyczną nazwę (na odcinku Szafarnia-Siennicka) przy zachowaniu numeracji.

## Węzły drogowe
Ulica Elbląska tworzy na swojej trasie dwa węzły drogowe z innymi drogami:
- węzeł typu WB – ulice: Podwale Przedmiejskie, Długie Ogrody oraz Siennicka (w bezpośrednim sąsiedztwie Bramy Żuławskiej)
- węzeł typu WA – Trasa Sucharskiego

## Zabudowa wzdłuż ulicy

### Rudno
Rudno podzielone jest przez ul. Elbląską na dwie części:
- północną – gęsto zamieszkaną, znajduje się na niej niewielkie osiedle bloków mieszkalnych, zwane potocznie Osiedlem Głęboka
- południową – znajdują się tam tereny zielone oraz stadion żużlowy klubu GKŻ Wybrzeże

### Sienna Grobla II i Błonia
Po opuszczeniu terenu Rudna charakter zabudowań wokół ul. Elbląskiej staje się zdecydowanie przemysłowy. Po obu stronach trasy znajdują się różnego rodzaju zakłady przemysłowe, hurtownie, salony dilerów samochodowych itp. Obszar po stronie północnej tego odcinka ul. Elbląskiej to Sienna Grobla II, zaś po stronie południowej – Błonia.

#### Miałki Szlak
Na wysokości węzła z Trasą Sucharskiego po południowej stronie ul. Elbląskiej znajduje się niewielkie osiedle robotnicze – Miałki Szlak.

### Płonia Mała
Na krótkim odcinku ul. Elbląska wkracza na teren Płoni Małej – obszarów zajmowanych współcześnie przez budynki PKN Orlen-Oddział w Gdańsku. Przy ul. Elbląskiej 135 znajduje się charakterystyczny biurowiec Gdańskiego oddziału PKN Orlen, zarządzającej rafinerią, który dzięki nowoczesnej technologii zmienia swoje barwy.

## Ulica Elbląska przed wojną
Okolice ulicy Mostek były przed wybudowaniem linii do plaży na Stogach końcowym punktem gdańskiej sieci tramwajowej. W pobliżu znajdowały się również miejskie kąpielisko i dworzec Gdańskiej Kolei Dojazdowej.

## Ulica Główna
Przedłużeniem ulicy Elbląskiej w graniczącym z miastem Przejazdowie jest ul. Główna. Przy ul. Głównej 6 mieści się hurtownia cash and carry Makro. Około 1,5 km dalej znajduje się zjazd na drogę wojewódzką nr 501, która jest główną trasą łączącą Wyspę Sobieszewską z resztą Gdańska.